# Eva Catizone
Evelina Catizone, detta Eva (Cosenza, 11 agosto 1965), è una politica italiana.

## Biografia

### Formazione
Laureata in Lingue e letterature straniere moderne nel 1990 con una tesi su Marcel Proust, interprete parlamentare e traduttrice in lingua francese, Dottore di ricerca in Scienze Letterarie (Retorica e tecniche dell'interpretazione), ha vissuto tra la Calabria e la Francia, a Marsiglia (allieva, all'École des Hautes Études en Sciences Sociales, di Jean-Claude Passeron) e Parigi dove all'EHESS ha seguito i corsi di Jacques Derrida su Questions de Responsabilité. Da specialista in Teorie e tecniche della traduzione collabora, sotto la direzione di Paolo Fabbri, all'Istituto italiano di Cultura alla catalogazione del Fondo Calvino Tradotto. Anni, quelli francesi, in cui approfondisce gli studi di filologia francese e si lega d'amicizia con Toni Negri, allora esule a Parigi.

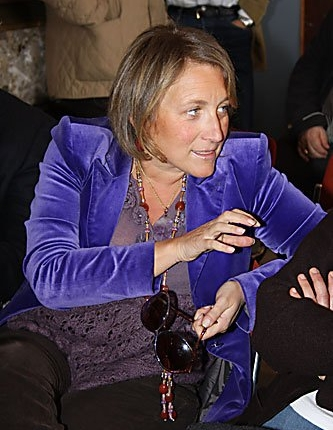
Eva Catizone

### Assessora e sindaca
Dal 1997 al 2002, periodo in cui la città di Cosenza era governata dal sindaco Giacomo Mancini, è stata assessore (insieme a Franco Piperno) alle Politiche Comunitarie ed all'Urbanistica, seguendo l'attuazione del Programma URBAN. Nel 2002, prima di morire, Mancini la designa nella successione alla guida di Palazzo dei Bruzi. Il 9 giugno del 2002, a capo di una coalizione di centrosinistra in cui figurano partiti e movimenti, viene eletta sindaco della città, diventando la prima donna a ricoprire tale ruolo. Fra le realizzazioni del suo mandato l'apertura del Museo all'aperto Bilotti ed i grandi eventi (da Lou Reed a Patti Smith, passando per un concerto di Capodanno dedicato alla legalità con Jovanotti o il Viaggio Telecom su Utopia ed Eresia). Tra le sue prese di posizione quella in favore degli attivisti no global, arrestati a Cosenza nel novembre 2002. 
Il 30 dicembre 2004 ha un figlio, Filippo Eugenio (che porta il cognome della madre), da Nicola Adamo, segretario regionale dei Democratici di Sinistra; essendo quest'ultimo - a differenza della Catizone - sposato e con figli, la notizia ha vasta risonanza e suscita scalpore. Il 22 dicembre del 2005 alcuni esponenti dell'Unione la sfiduciano: il 18 gennaio del 2006 è costretta a dimettersi dall'incarico di primo cittadino.

### Dopo la sindacatura
Alle Elezioni politiche del 2006 si è candidata alla Camera dei deputati tra le file della Lista Consumatori, aderendo al progetto del Partito Democratico Meridionale (PDM) del presidente della Regione Calabria Agazio Loiero. Dal 2007 al 2009 è segretaria regionale del PDM e, in rappresentanza dello stesso, si candida alle primarie del Partito Democratico in una lista cosentina a sostegno della candidatura di Rosy Bindi. Viene eletta nell'Assemblea nazionale del PD e partecipa ai lavori della Commissione nazionale del PD incaricata di stilarne il programma.  Il 17 aprile 2009 lascia il PD e passa a Sinistra e Libertà, con cui si candida alle Europee ma non viene eletta  (la lista non raggiunge nazionalmente lo sbarramento previsto). Partecipa alla fondazione di SEL e viene eletta nell'Assemblea e nella Presidenza nazionale. Alle elezioni regionali del 2010 si candida al Consiglio regionale della Calabria con il PSI-Sinistra con Vendola, a sostegno del candidato presidente Agazio Loiero di cui diviene portavoce. Nel dicembre 2012 è candidata alle primarie di SEL in Calabria, indette per eleggere i candidati del partito al Parlamento italiano in vista delle elezioni politiche del 2013. Le primarie si sono svolte il 29 dicembre 2012 e la Catizone ha ottenuto 2.538 preferenze (primo posto tra le donne candidate); il 3 gennaio 2013 la presidenza nazionale di SEL inserisce Eva Catizone al secondo posto della lista presentata dal partito per il Senato della Repubblica Italiana nella Regione Calabria ma alle elezioni politiche del 24 e 25 febbraio non viene eletta perché in Calabria al Senato SEL non raggiunge il 4%. Dopo il Congresso di Riccione lascia, come tanti, Sinistra Ecologia e Libertà.
Dal 2007 presiede "Angelina", associazione socioculturale nel nome di Angelina Mauro, giovane contadina calabrese morta a Melissa durante le lotte per le terre, dedicata all'identità femminile calabrese. Figura tra i 21 profili di donne esemplari analizzati nel libro di Anna Simone, I Talenti delle donne, edito nel 2014 da Einaudi. 
È tra i blogger del Fatto Quotidiano online.
Dal luglio 2016 entra a far parte dello staff di Mario Occhiuto, allora sindaco di Cosenza, in quota centrodestra, che la delega alle politiche culturali e all'identità urbana.

## Vicende familiari
- Eva Catizone è imparentata con Riccardo Misasi, noto rappresentante della sinistra DC.
- Sia il padre che il fratello di Eva Catizone sono morti a causa di incidenti automobilistici avvenuti sulla strada statale 107 Silana-crotonese: il padre Filippo nel 2002 (all'indomani della sua elezione a Sindaco), il fratello Camillo nel maggio 2013[1].